# Sông Ucayali

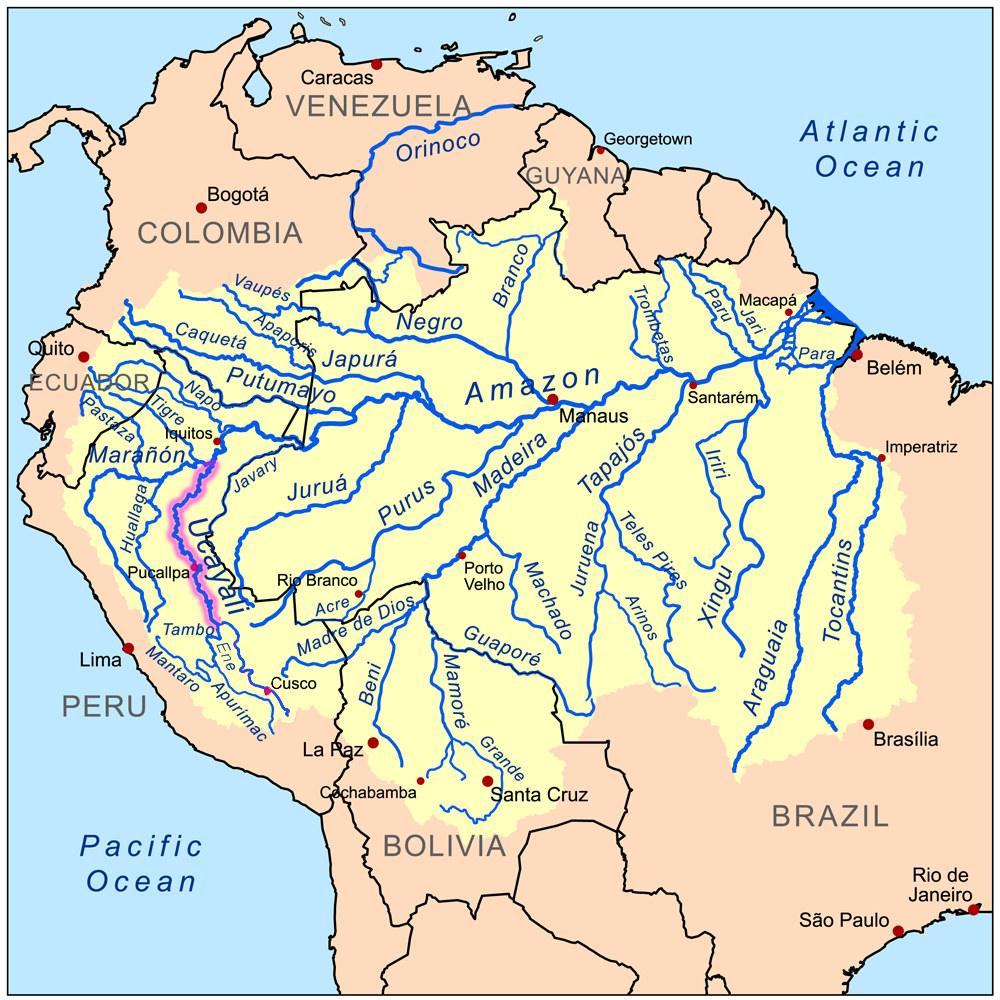
Bản đồ bồn địa Amazon với sông Ucayali được tô đậm

Sông Ucayali (tiếng Tây Ban Nha: Río Ucayali, IPA: [ˈri.o ukaˈʝali]) khởi nguồn từ điểm cách 110 km (68 mi) về phía bắc của hồ Titicaca, tại vùng Arequipa của Nam Mỹ. Sông Amazon được cho là bắt đầu từ thành phố Nauta (100 km từ Iquitos), tại nơi hợp dòng giữa Ucayali và Marañón.
Ucayali, cùng với sông Apurímac, sông Ene, và sông Tambo, ngày nay được coi là đầu nguồn chính của sông Amazon, sông có tổng chiều dài là 2.669,9 kilômét (1.659,0 mi) từ nguồn Apurímac tại Nevado Mismi đến điểm hợp lưu giữa Ucayali và sông Marañón:
- Sông Apurímac (tổng chiều dài): 730,7 km (454,0 mi)
- Sông Ene (tổng chiều dài): 180,6 km (112,2 mi)
- Sông Tambo (tổng chiều dài): 158,5 km (98,5 mi)
- Sông Ucayali (từ nơi hợp lưu với Tambo River đến nơi hợp lưu với Marañón): [chuyển đổi: số không hợp lệ]

Ucayali đầu tiên được gọi là San Miguel, sau đó là Ucayali, Ucayare, Poro, Apu-Poro, Cocama và Rio de Cuzco. Peru đã tài trợ cho nhiều cuộc thám hiểm tốn kém để khám phá khu vực sông. Một trong số đó (1867) tuyên bố rằng đã đến được trong phạm vi 380 km (240 mi) từ Lima, và một tàu hơi nước nhỏ "Napo" đã bị cản trở khi gặp dòng nước hung dữ 124 km (77 mi) phía trên ngã ban sông với sông Pachitea xa đến sông Tambo, 1.240 km (770 mi) từ nơi hợp lưu giữa Ucayali với Amazon. "Napo" sau đó đã thành công trong việc tiếp cận nhánh Urubamba của Ucayali 56 km (35 mi) phía trên điểm hợp dòng với Tambo, tới một điểm 320 km (200 mi) về phía bắc của Cuzco.
Phần còn lại của Urubamba, được Bosquet biểu thị vào năm 1806 và Castelnau vào năm 1846, bị gián đoạn với các thác lớn, đá ngầm và vô số các trở ngại khác với việc thông hành. Torres, người đã khám phá Alto Ucayali theo sứ mệnh của chính phủ Peru, đã ghi nhận chiều dài của sông là 186 dặm (299 km), tính từ cửa Pachitea đến nơi hợp dòng của Tambo và Urubamba. Chiều \rộng thay đổi từ 400–1.200 mét (1.300–3.900 ft), tùy theo độ lớn của các cù lao. Dòng chảy của sông là 5–6 kilômét trên giờ (3,1–3,7 mph), và một kênh rộng 20–50 mét (66–164 ft) có độ sâu tối thiểu là 1,5 m (4,9 ft). Đôi khi có các tảng đá khổng lồ rơi xuống sông từ các ngọn núi và gây ra các xoáy nước rất lớn.
Ucayali là nơi sinh sống của cá heo Amazon, rái cá lớn, và lợn biển Amazon, với số lượng lớn tại Khu dự trữ quốc gia Pacaya-Samiria, gần Nauta.